# 動物運動

一個正在運動的鞘翅目昆蟲

动物运动是指动物通過各種方式从一个地方移动到另一个地方。  許多動物自己就能運動，例如它們會跑步、游泳、跳跃、飞行和滑翔。还有许多动物會在其他物種的幫助下前往某處，例如攜播。动物移動的原因有多种，例如寻找食物、配偶、前往合适的棲息地以及逃避捕食者。